# Trutören (vid Grytskäret, Närpes)
Trutören är en halvö i Finland. Den har genom landhöjningen kommit att bli en udde eller halvö på Grytskäret. Norra delen av halvön är naturreservat. Trutören ligger i Närpes kommun och landskapet Österbotten, i den sydvästra delen av landet, 300 km nordväst om huvudstaden Helsingfors.